# إيبو سيسيه
إيبو سيسيه (بالفرنسية: Ibou Cissé)‏ هو لاعب كرة قدم فرنسي في مركز الوسط، ولد في 2 نوفمبر 1996 في ماسي في فرنسا. لعب مع نادي باريس.

## وصلات خارجية
- إيبو سيسيه على موقع رابطة كرة القدم الفرنسية للمحترفين (الإنجليزية)
- إيبو سيسيه على موقع قاعدة بيانات كرة القدم.إي يو (الإنجليزية)
- إيبو سيسيه على موقع ليكيب (الفرنسية)
- إيبو سيسيه على موقع Soccerway.com (الإنجليزية)